# Valor facial
Valor facial de estampillas, monedas y billetes o valor nominal es el que le asignó la casa de impresión, mientras que el valor de mercado se refiere generalmente al valor verdadero de la moneda, estampilla o acción (como con las monedas de circulación). Puede a veces ser en gran parte simbólico, por ejemplo un pliego de centavos de escudos de 1972. 

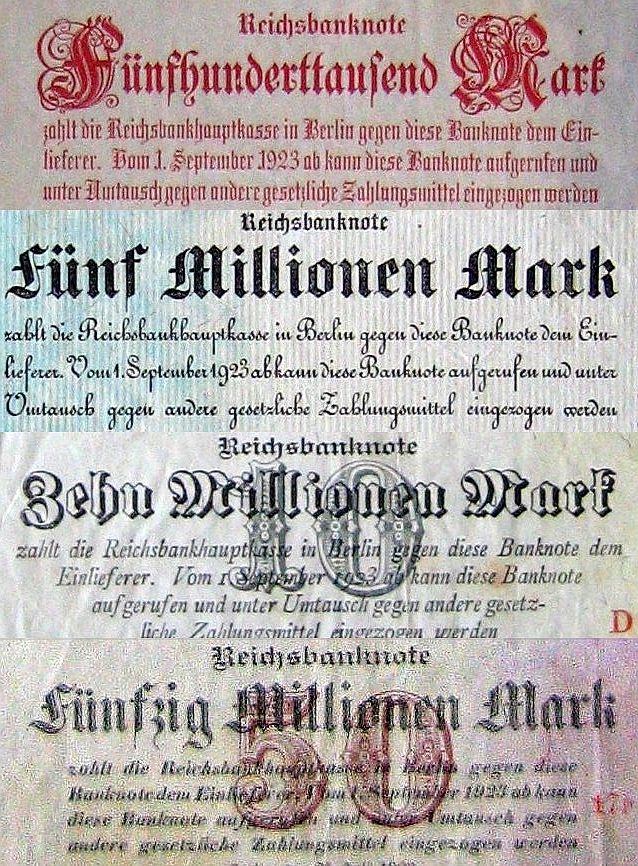
Hiperinflación, donde el valor nominal siempre es menor que el efectivo.

En el caso de los certificados comunes, el valor nominal es el valor nominal de la acción. En el caso de la acción ordinaria, el valor nominal es en gran parte simbólico. En el caso de la acción preferida, los dividendos se pueden expresar como porcentaje del valor nominal.
El valor facial de las monedas, sellos o billetes suele ser su valor legal. Sin embargo, su valor de mercado no tiene por qué guardar relación con el valor nominal. Por ejemplo, algunas monedas o sellos raros pueden negociarse a precios considerablemente superiores a su valor nominal. Las monedas también pueden tener un valor de salvamento debido a los metales más o menos valiosos que contienen.

## Numismática
Las primeras monedas se fabricaban con un porcentaje de metal puro (oro o plata en particular) en la moneda, que daba su valor metálico y se tomaba como valor facial. Por ejemplo, el franco germinal, en 1803, contenía 290,3225 mg de oro por franco. Sin embargo, hubo excepciones ya en la antigüedad, como el Antoniniano emitido en el Imperio Romano a partir del 215, cuyo valor facial.
Hoy en día, el valor nominal de las monedas está desconectado de su valor metálico intrínseco: ya no depende de la cantidad de metales preciosos. El valor de los billetes, desde su creación, funciona según el mismo principio que el de las monedas desde su «desmetalización»: depende únicamente de la confianza de los usuarios en el uso que pueden hacer de estas monedas: hablamos de dinero fiduciario (del latín fides, fe, confianza). Por tanto, el valor facial se indica en la propia moneda o billete para que los usuarios conozcan el valor «práctico» de la moneda o billete. Este valor facial es, por tanto, el valor legal de la moneda o el billete mientras esté en circulación, y suele ser superior al valor de sus componentes (el metal en el caso de las monedas; el papel, la tinta y otros componentes (hilo de seguridad, por ejemplo) en el caso de los billetes) y al coste de fabricación de la moneda o el billete (aunque hay algunas excepciones en el caso de las monedas, como la de 1 céntimo de euro, en la que el coste de fabricación es superior al valor facial de la moneda).  El valor «de colección» de una moneda o un billete suele ser bastante diferente de su valor facial, especialmente en el caso de las monedas y billetes que ya no están en circulación: suele ser superior, pero a veces es inferior, sobre todo en el caso de billetes recientes que han circulado en grandes cantidades.